# Église Saint-Gohard de Saint-Nazaire
L'église Saint-Gohard est une église catholique de Saint-Nazaire en Loire-Atlantique (France), dédiée à Gohard de Nantes, et rattachée au diocèse de Nantes.

## Localisation
L'église Saint-Gohard est située dans le centre-ville de Saint-Nazaire, sur le boulevard de la Renaissance, à 350 m au sud de la gare SNCF et à 500 m à l'ouest du bassin de Penhoët.

## Architecture
L'édifice occupe un plan en croix grecque légèrement irrégulière. Ses toits sont fortement pentus et recouverts d'ardoises. Les quatre façades principales en béton peint en blanc forment de grands pignons triangulaires, simplement découpées par une succession de vitraux verticaux, longs et étroits.
Le clocher est un campanile, distant d'une dizaine de mètres de l'édifice principal. Il est constitué de quatre fins piliers de béton se rejoignant à leur sommet et supportant huit cloches. Le baptistère, de forme ronde et muni de vitraux sur tout son pourtour, est raccroché au sud-est de l'église.

## Historique

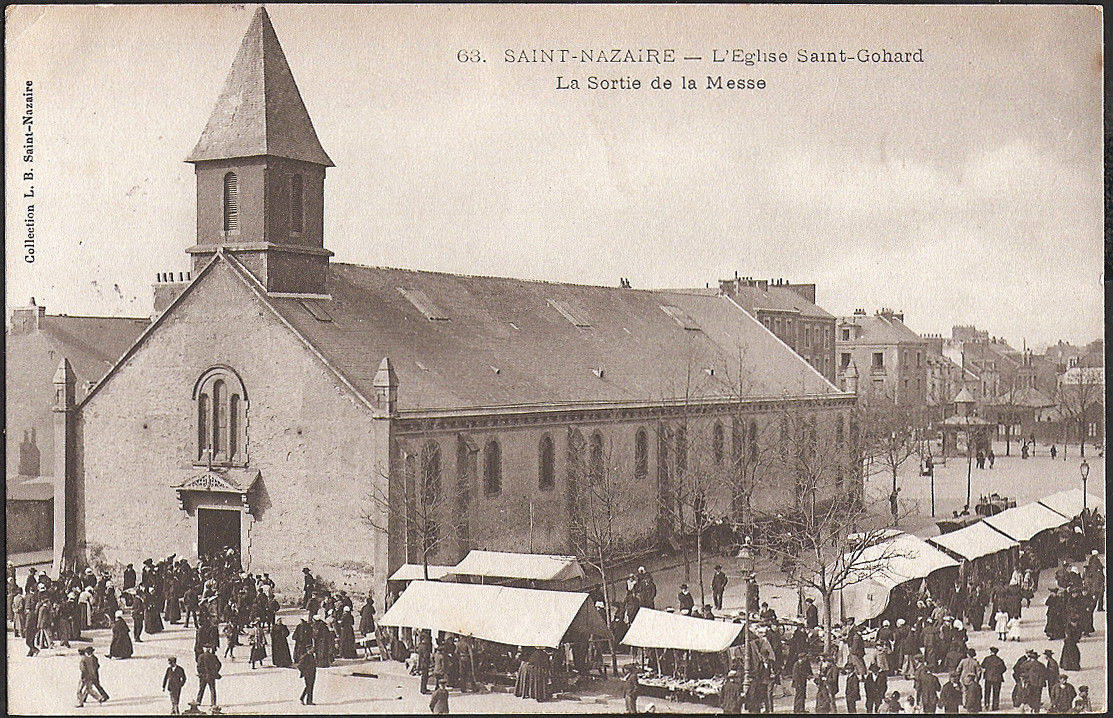
Vue de l'ancienne église.

Avant la Seconde Guerre mondiale, l'église Saint-Gohard est un édifice modeste près du port de Saint-Nazaire. Sous l'occupation allemande, la ville est régulièrement bombardée ; l'église est totalement incendiée lors du bombardement du 28 février 1943. La reconstruction de la ville après la guerre assigne la totalité du centre aux activités portuaires : la nouvelle église Saint-Gohard est donc reconstruite 500 m plus à l'ouest.
L'édifice est construit selon les plans de l'architecte André Guillou et le permis de construire est délivré le 31 juillet 1953. Le clocher est édifié en 1959.